# Tougeki – Super Battle Opera
Tougeki - Super Battle Opera (闘劇, Tōgeki), também conhecido como Arcadia Cup Tournament ou SBO era um torneio anual japonês organizado pela revista Arcadia de jogos eletrônicos de luta. Vários jogos são representados em um torneio de um único ano, com a programação mudando a cada ano. Quais jogos serão representados são decididos pelos organizadores do evento. É tradicionalmente considerado um dos dois torneios de jogos de luta mais prestigiados, juntamente com o Evolution Championship Series. Foi suspenso indefinidamente em 2012.